# Jevgenij Trubetskoj
Jevgenij Nikolavevitj Trubetskoj (ryska: Евгений Николаевич Трубецкой), född 5 oktober (gamla stilen: 23 september) 1863 i Achtyrka, guvernementet Moskva, Kejsardömet Ryssland, död 23 januari 1920 i Novosibirsk, Ryska SFSR, Sovjetunionen, var en rysk furste och filosof. Han var son till furst Nikolaj Trubetskoj (1828–1900) och bror till furst Sergej Trubetskoj (1862–1905).
Trubetskoj utgav 1906 den av brodern redigerade tidskriften "Moskovskaja nedjela", vilken konfiskerats redan i tryckeriet. Under ryska inbördeskriget anslöt sig han till Anton Denikins antibolsjevikiska armé i vilken han avled till följd av tyfus.